# Alexander Pechmann
Alexander Pechmann (* 1968 in Wien) ist ein österreichischer Autor, Herausgeber und Übersetzer englischsprachiger Literatur.

## Leben
Alexander Pechmann hat amerikanische Literaturwissenschaft, Soziologie und Psychologie studiert. Er promovierte an der Ruprecht-Karls-Universität Heidelberg an der Fakultät für Sozial- und Verhaltenswissenschaften. Die Schwerpunkte seiner Arbeit liegen in der englischen und amerikanischen Literatur des 19. Jahrhunderts.

## Bibliografie (Auswahl)

### Romane
- Sieben Lichter. Roman. Steidl Verlag, Göttingen 2017, ISBN 978-3-95829-370-0.
- Die Nebelkrähe. Roman. Steidl Verlag, Göttingen 2019, ISBN 978-3-95829-583-4.
- Die zehnte Muse. Roman. Steidl Verlag, Göttingen 2020, ISBN 978-3-95829-715-9.
- Im Jahr des schwarzen Regens. Steidl Verlag, Göttingen 2021, ISBN 978-3-95829-975-7.
- Die Insel des kleinen Gottes. Roman. Steidl Verlag, Göttingen 2024, ISBN 978-3-96999-404-7

### Sachbücher
- Wissenschaft als Ideologie – Evolutionstheorien in politischer und religiöser Argumentation. Dissertation 1998.
- Herman Melville – Leben und Werk. 2003.
- Mary Shelley – Leben und Werk. 2006.
- Die Bibliothek der verlorenen Bücher. 2007. Aufbau, Berlin 2007, ISBN 978-3-351-02650-9.
- Die Bibliothek der sieben Meere. 2023. mare, Hamburg 2023, ISBN  	978-3-86648-681-2.

### Herausgeberschaften und Übersetzungen
- Peking 1900: Paula von Rosthorns Erinnerungen an den Boxeraufstand, März bis August 1900, 2001.
- Herman Melville: Die Reisetagebücher : mit Briefen und Dokumenten, 2001.
- Herman Melville: John Marr und andere Matrosen, mit einigen Seestücken und Illustrationen von Pascal Moëtta. Originaltext im Anhang. Mare Verlag, Hamburg 2013, ISBN 978-3-86648-149-7.
- Mary Shelley: Flucht aus England : Reiseerinnerungen & Briefe aus Genf 1814-1816, 2002.
- Mary Shelley: Verwandlung, 2003.
- Herman Melville: Die große Kunst, die Wahrheit zu sagen: von Walen, Dichtern und anderen Herrlichkeiten, 2005.
- Mary Shelley: Frankenstein: die Urfassung, 2006.
- William Butler Yeats: Irlands Königreich der Schatten, 2008.
- Joseph Sheridan Le Fanu: Der schwarze Vorhang : unheimliche Kriminalfälle aus dem alten Irland, 2009.
- Mark Twain: Sommerwogen: eine Liebe in Briefen, Aufbau Verlag, Berlin 2010, ISBN 978-3-351-03303-3.
- Mark Twain: Die schönsten Erzählungen, 2010.
- Mark Twain: Post aus Hawaii, Mare Verlag, Hamburg 2010, ISBN 978-3-86648-130-5.
- Robert Louis Stevenson: Das Licht der Flüsse. Eine Sommererzählung, Aufbau Verlag, Berlin 2011, ISBN 978-3-351-03348-4.
- Herman Melville: John Marr und andere Matrosen, mareverlag, Hamburg 2013, ISBN 978-3-86648-149-7. Neuausgabe mareverlag, Hamburg 2019, ISBN 978-3-86648-615-7.
- William Godwin: Die Abenteuer des Caleb Williams oder: Die Dinge wie sie sind, 2 Bände im Schuber. Achilla Presse, Butjadingen 2013. ISBN 978-3-940350-17-6

Neuausgabe: Die Abenteuer des Caleb Williams. Ein Band mit einem Nachwort von Mary Shelley. Steidl Verlag, Göttingen 2023. ISBN 978-3-96999-260-9.
- James Fenimore Cooper: Ned Myers oder Ein Leben vor dem Mast, mareverlag, Hamburg 2014, ISBN 978-3-86648-190-9.
- Lafcadio Hearn: Chita, Roman. Jung und Jung Verlag, Salzburg 2015, ISBN 978-3-99027-068-4.
- Henry James: Eine Dame von Welt. Eine Salonerzählung. Aufbau Verlag, Berlin 2016, ISBN 978-3-351-03634-8.
- Jack London: Die Reise mit der Snark. mareverlag, Hamburg 2016, ISBN 978-3-86648-244-9.
- Herman Melville: Typee. mareverlag, Hamburg 2019, ISBN 978-3-86648-614-0.
- Marmaduke Pickthall: Die Taube auf der Moschee: unterwegs im Orient. Reisebericht. Steidl Verlag, Göttingen 2021, ISBN 978-3-95829-935-1.
- Hans Flesch-Brunningen: Maskerade. Herausgegeben von Wolfgang Straub. Edition Atelier, Wien 2023. ISBN 978-3-99065-092-9.